# 彰義隊

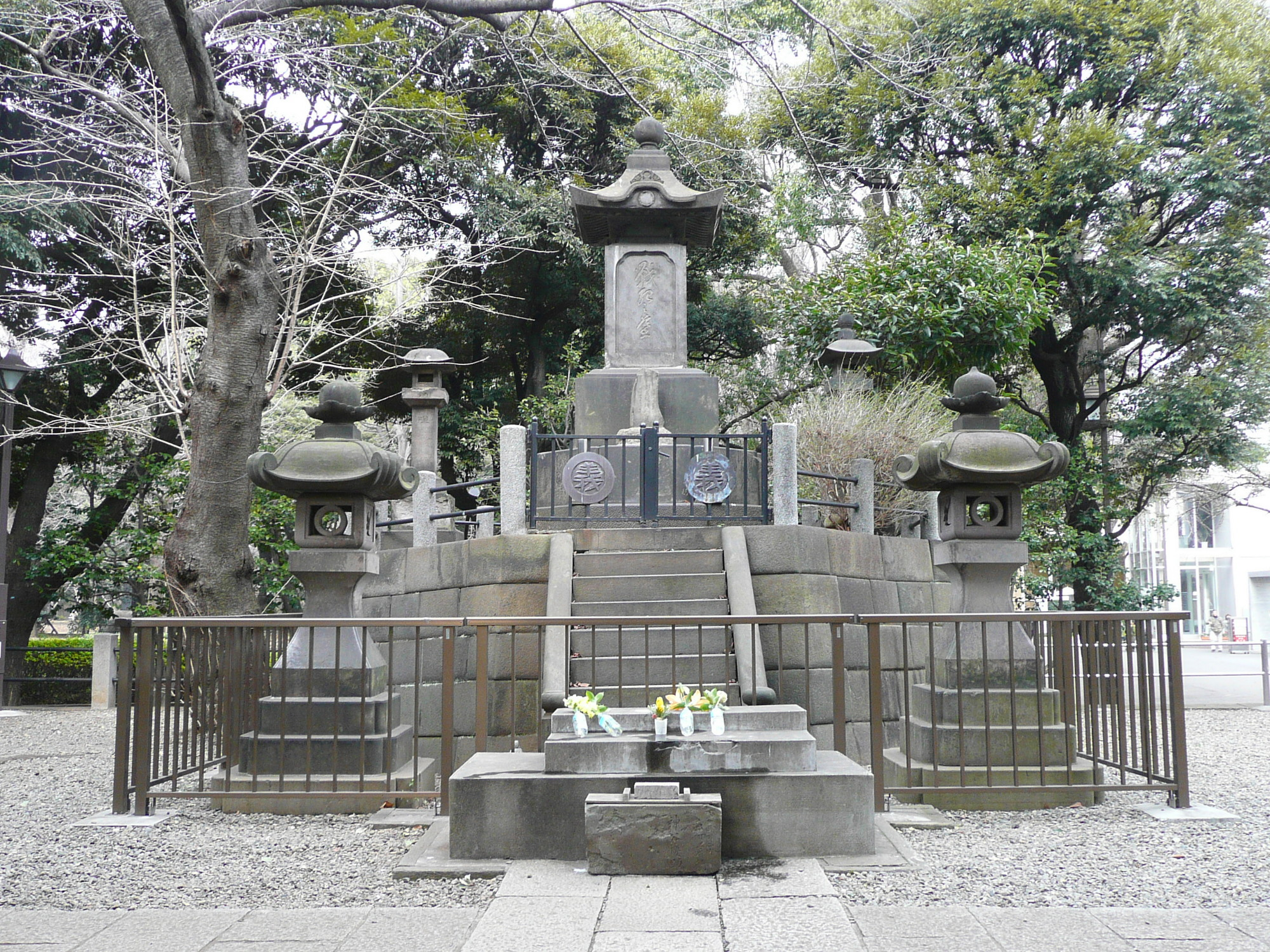
上野公園內彰義隊之墓

彰義隊（しょうぎたい）是慶應4年（1868年）澁澤成一郎、天野八郎等人結成的組織。後由幕府委任為江戶市中取締，維持江戶的治安，上野戰爭敗於新政府軍而解散。

## 概要
慶應4年2月，德川慶喜為表恭順而蟄居上野宽永寺，反對慶喜恭順的舊幕臣結成彰義隊。4月11日，江戶無血開城，慶喜退至水戶後，彰義隊在上野宽永寺籠城反抗明治新政府，但是被大村益次郎指揮的政府軍擊敗。部分殘黨逃往北陸、東北，繼續反抗新政府軍，最後參加了箱館戰爭。

## 幹部構成
結成當初
- 澁澤成一郎：頭取
- 天野八郎：副頭取
- 本多敏三郎：幹事
- 伴門五郎：幹事
- 須永於莵之輔：幹事

再編成時
- 小田井藏太：頭
- 池田大隅：頭
- 天野八郎：頭並
- 菅沼三五郎：頭並
- 春日左衛門：頭並

他、隊士
- 丸毛靭負：組頭
- 上原仙之助：組頭
- 大塚霍之丞
- 原田左之助（傳聞加入，但是名簿上未記載）

## 關連項目
- 戊辰戰爭
- 上野戰爭